# میرابیلیس مالتیفلورا
میرابیلیس مالتیفلورا گونه‌ای لاله عباسی است.
این گیاه خلسه‌آور است.